# Орчано Пизано
Орчано Пизано (итал. Orciano Pisano) је насеље у Италији у округу Пиза, региону Тоскана.
Према процени из 2011. у насељу је живело 416 становника. Насеље се налази на надморској висини од 118 м.

## Становништво
Према резултатима пописа становништва 2011. у општини је живело 635 становника.
| 1931. | 1936. | 1951. | 1961. | 1971. | 1981. | 1991. | 2001. | 2011. |
| ----- | ----- | ----- | ----- | ----- | ----- | ----- | ----- | ----- |
| 858   | 902   | 996   | 720   | 616   | 588   | 568   | 628   | 635   |